# Belanda Bor
Belanda Bor is een etnische groep in Zuid-Soedan. Ze spreken de Belanda Bor-taal, hoewel de meeste ook Belanda Viri spreken. Hun aantal wordt geschat op ongeveer 33.000 mensen. Ze hebben eigen, traditionele godsdiensten.